# Caso das gémeas luso-brasileiras
O Caso das Gémeas Luso-Brasileiras refere-se ao caso envolvendo o tratamento médico de Maitê e Lorena Martins, duas irmãs gémeas diagnosticadas com Atrofia muscular espinhal (AME), uma doença rara e degenerativa. As gémeas, de dupla nacionalidade luso-brasileira, receberam tratamento do  estado português com o medicamento Onasemnogeno abeparvoveque, conhecido por ser um dos mais caros do mundo. O acesso ao tratamento gerou uma ampla controvérsia devido a alegações de tráfico de influência e favorecimento envolvendo membros do governo e figuras influentes. O caso originou investigações judiciais e intensos debates sobre a transparência e equidade no sistema de saúde português, bem como sobre o papel da ética na gestão de tratamentos médicos de elevado custo.

## Daniela Martins
Daniela Martins, brasileira do estado de São Paulo, Brasil, é a mãe das gémeas Maitê e Lorena. Ela tornou-se uma figura central no caso devido ao seu envolvimento na busca pelo tratamento para suas filhas. Em declarações públicas, Martins afirmou que recorreu a contactos políticos para tentar acelerar o acesso ao medicamento Zolgensma, mencionando a nora do Presidente da República Portuguesa, Marcelo Rebelo de Sousa, e o então Ministro da Saúde. Essas declarações geraram ampla repercussão e levantaram questões sobre o impacto de influências externas no processo, o que motivou investigações para apurar as circunstâncias do acesso ao medicamento.

## Desenvolvimento da Investigação
A controvérsia gerada pelo caso levou à abertura de uma investigação conduzida pelo Ministério Público e pela Polícia Judiciária. O foco da investigação foi apurar possíveis crimes relacionados a tráfico de influência e abuso de poder no processo de aprovação e fornecimento do tratamento. Durante a investigação, foram realizadas buscas em instituições como o Ministério da Saúde e o Hospital de Santa Maria, onde as gémeas receberam o medicamento. Algumas figuras políticas, incluindo o ex-secretário de Estado da Saúde, António Lacerda Sales, foram constituídas arguidos.
Além disso, o caso resultou na criação de uma Comissão Parlamentar de Inquérito (CPI) na Assembleia da República, com o objetivo de avaliar a transparência nos critérios de acesso a tratamentos médicos caros financiados pelo Estado. A CPI realizou audições de médicos e outros envolvidos no processo, e discutiu a atuação de figuras políticas e o impacto das alegações de tráfico de influência. O caso gerou também debates sobre a autonomia da comissão, especialmente em relação à decisão judicial de alterar o nome da comissão, o que foi interpretado por alguns membros como uma violação da separação de poderes.
Ao longo do processo, a comissão procurou equilibrar as questões jurídicas e éticas com a proteção dos direitos das crianças envolvidas, enquanto buscava esclarecer os procedimentos e responsabilidades relacionadas ao acesso ao tratamento.